# Унион Уараль
«Унио́н Уара́ль» (исп. Club Unión Huaral) — перуанский футбольный клуб из города Уараль. В настоящий момент выступает во Втором дивизионе чемпионата Перу. Двукратный чемпион страны.

## История
Команда была основана 20 сентября 1947 года группой молодёжи. Название было дано в честь улицы Унион, где состоялось учредительное собрание. В 1973 году команда сумела обойти 17 команд из Лимы в региональном чемпионате, благодаря чему впервые получила право сыграть в высшем дивизионе страны в 1974 году. В своём первом же сезоне на высшем уровне «Унион Уараль» занял второе место. В своём первом розыгрыше Кубка Либертадорес «оранжевые» заняли последнее место в группе.
В 1975 году обладателями Кубка Америки в составе сборной Перу стали двое игроков «Унион Уараля» — Эусебио Акасусо и Педро Руис.
В 1976 году команда впервые стала чемпионом Перу. В следующем розыгрыше Кубка Либертадорес «Унион Уараль» выступил чуть более удачнее, заняв в своей группе второе место, однако в следующий этап выходил лишь победитель квартета.
В следующее десятилетие команда неизменно выступала в высшем дивизионе (Дессентралисадо), в основном финишируя в середине турнирной таблицы. В 1989 году «оранжевые» во второй раз в истории стали чемпионами Перу. В 1990 году команда заняла третье место в своей группе Кубка Либертадорес, но благодаря изменившейся системе сумела выйти в 1/8 финала, где по сумме двух матчей (1:0 и 0:2) уступила эквадорскому «Эмелеку».
По итогам сезона 1991 «Унион Уараль» впервые в истории вылетел из чемпионата Дессентралисадо. Впоследствии «пеликаны» играли в высшем дивизионе в 1993, 1995 и с 2003 по 2006 годы.
Испытав очень тяжёлый период (в 2010 году «Унион Уараль» выступал в третьем дивизионе провинциальной лиги), команда постепенно начала возрождаться. С 2014 года выступает во Втором дивизионе Перу.

## Достижения
- Чемпион Перу (2): 1976, 1989
- Вице-чемпион Перу (1): 1974
- Победитель Второго дивизиона Перу (4): 1973, 1992, 1994, 2002 (рекорд турнира)
- Финалист Кубка Перу (аналог второго дивизиона) (1): 2013

## Участие в чемпионате Перу
- Примера (24 сезона): 1974—1991, 1993, 1995, 2003—2006
- Второй дивизион (18 сезонов): 1992, 1994, 1996—2002, 2007, 2014 — н. в.

## Участие в южноамериканских кубках
- Кубок Либертадорес (3):
Групповой этап: 1975, 1977
Второй этап: 1990